# Victor Ehrenberg
Victor Ehrenberg (Wolfenbüttel, 22 agosto 1851 – Gottinga, 10 marzo 1929) è stato un giurista tedesco.

## Biografia
Figlio di una coppia ebrea, Philipp Samuel Ehrenberg e Julie Fischel, aveva due fratelli, Otto e Richard.
Fu docente nelle università di Gottinga (1877-1882), Rostock (1882-1888), nuovamente Gottinga (1888-1911) ed infine Lipsia (1911-1922). Divenne celebre nel 1877 con Kommentation und Huldigung nach fränk. Recht. (1887).